# خانم شير
خانم شير هي قرية في مقاطعة نير، إيران. يقدر عدد سكانها بـ 230 نسمة بحسب إحصاء 2016.